# Rudi García
Rudi José García (Nemours, 20 de febrero de 1964) es un exfutbolista y entrenador francés. Actualmente dirige a la selección de Bélgica.
Su padre, José García, fue un futbolista español, concretamente de Almería, en Andalucía. La familia emigró a Francia como consecuencia de la guerra civil española. Está divorciado (aunque actualmente mantiene una relación con Francesca Brienza, presentadora de Roma TV) y tiene 3 hijas.

## Trayectoria como futbolista
Sus padres le pusieron el nombre de Rudi en honor al famoso ciclista Rudi Altig. García se interesó por el fútbol gracias a su padre José, futbolista profesional con el Sedan. Posteriormente, este se convirtió en entrenador del AS Corbeil-Essonnes e inscribió a su hijo en la cantera del club, donde jugaría hasta los cadetes, para proseguir su formación en el ES Viry-Châtillon.
Su carrera profesional comenzó en el Lille OSC en 1982. En 1988 fue traspasado al SM Caen, donde jugó hasta 1991, cuando fichó por el FC Martigues, donde se retiraría en 1992 debido a una sucesión de lesiones de rodilla y espalda.
Durante los dos años siguientes, estuvo alejado del mundo del fútbol y obtuvo una licenciatura en ciencias y técnicas de las actividades físicas y deportivas en la universidad.

## Trayectoria como entrenador

### Corbeil-Essonnes
Su debut como entrenador se produjo en 1994 con el modesto Corbeil-Essonnes, al que dirigió hasta 1998.

### Saint-Étienne
En 1999, Rudi García pasó a formar parte del cuerpo técnico del AS Saint-Étienne, desempeñando diferentes funciones, como la de preparador físico. García llegó a asistente y en 2001, se hizo cargo temporalmente de les verts junto con Jean-Guy Wallemme, tras la marcha de John Benjamin Toshack. Debutó como técnico de la Ligue 1 el 13 de enero de 2001, logrando una victoria por 1-0 contra el París Saint-Germain. Sin embargo, el tándem no pudo evitar el descenso del equipo francés a la Ligue 2 y se desvincularon del club en agosto de 2001.

### Dijon
En 2002, ya con el título de entrenador profesional en el bolsillo; García volvió a los banquillos, siendo contratado por el Dijon FCO. Estuvo cinco años con el equipo borgoñón, al que logró ascender a la Ligue 2 y con el que alcanzó las semifinales de la Copa de Francia en 2004. Dejó el equipo del este de Francia en junio de 2007, tras haber rozado el ascenso a la Ligue 1 las 3 últimas temporadas.

### Le Mans
En la temporada 2007-08, García entrenó al Le Mans UC 72 de la Ligue 1, equipo que se salvó con comodidad y que incluso llegó a ocupar las posiciones nobles de la clasificación, además de llegar a las semifinales de la Copa de la Liga.

### Lille

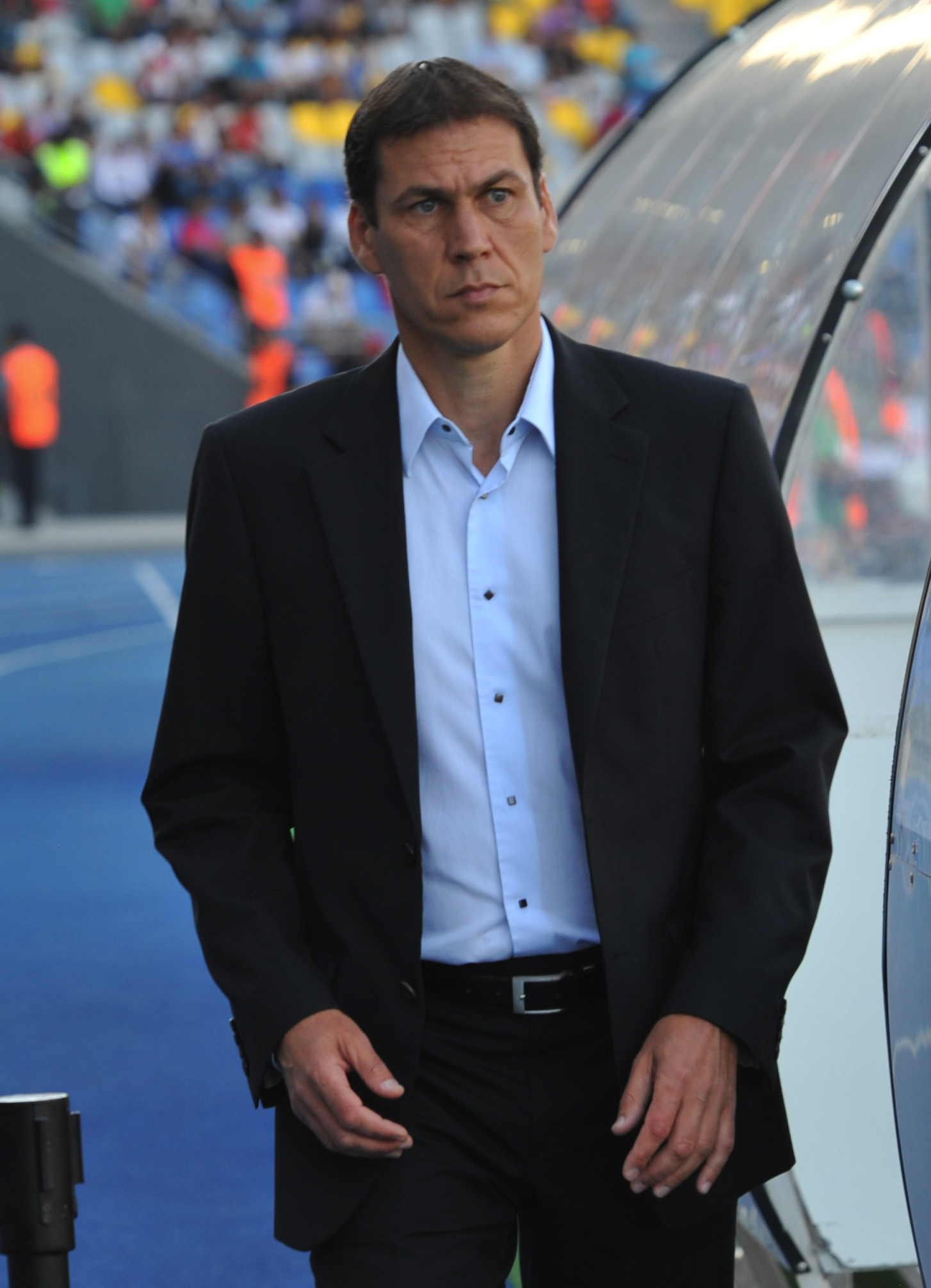
Rudi García en 2011.

En junio de 2008, García decidió rescindir su contrato con el Le Mans para fichar por el Lille Olympique Sporting Club, equipo donde había actuado en su ciclo como futbolista en los años 1980. En su etapa en el equipo del Norte-Paso de Calais, el técnico francés se reencontraría con algunos jugadores que tenía en la plantilla del Le Mans, como Marko Baša o Túlio de Melo.
Así, Rudi se estrenó dirigiendo a los mastines en la temporada 2008-09 con un empate a cero frente al AS Nancy. Pese a un inicio dubitativo, el Lille OSC completó una buena temporada, destacando por su fútbol de ataque, para acabar en quinta posición. Eso le daba la oportunidad de jugar la antigua Copa de la UEFA. Sin embargo, el 2 de junio de 2009 saltaba la sorpresa: el Lille destituía a García, aparentemente, por diferencias en su relación con algunos jugadores y miembros del cuerpo técnico. Pero dos semanas después, el presidente Michel Seydoux despidió al director general Xavier Thuilot (quien a su vez había tomado la decisión de prescindir del técnico) y volvió a ofrecer el cargo de entrenador a Rudi García, quien aceptó.
Así, en la temporada 2009-10, García volvió a entrenar al Lille, que esta vez obtuvo la cuarta posición del campeonato, tras llegar a la última jornada ocupando el segundo lugar y siendo el equipo más goleador. Eso haría ganar elogios al equipo, siendo apodado como "el Barça del norte" por su estilo de juego.
La gloria para el Lille llegaría en la campaña 2010-11: el conjunto del norte de Francia se hizo con el título de Copa y con el de Liga en una sola semana, algo que el club no lograba desde los años 1950. García dedicó el éxito a su padre, quien había fallecido en 2008. En el transcurso del campeonato había renovado el contrato con el club hasta 2014.
Posteriormente, France Football reconoció los éxitos de Rudi García mediante el título de mejor entrenador francés del año. También fue seleccionado como uno de los 10 candidatos al premio de la FIFA a mejor entrenador, obteniendo un 0,89% de los votos.
Las temporadas siguientes fueron más difíciles, ya que el Lille fue víctima de su propio éxito al tener que traspasar futbolistas clave en sus éxitos como Moussa Sow, Mathieu Debuchy y Eden Hazard debido a las suculentas ofertas por ellos que recibió el club. En la Ligue 1 2011-12, el equipo protagonizó un discreto arranque, pero remontó y se mantuvo con opciones al título hasta la antepenúltima jornada, aunque finalmente terminó como 3.er clasificado. En el curso 2012-13, el equipo francés volvió a comenzar con mal pie y finalmente se quedó fuera de las competiciones europeas, pasando del 5.º al 6.º puesto en la última jornada.

### Roma

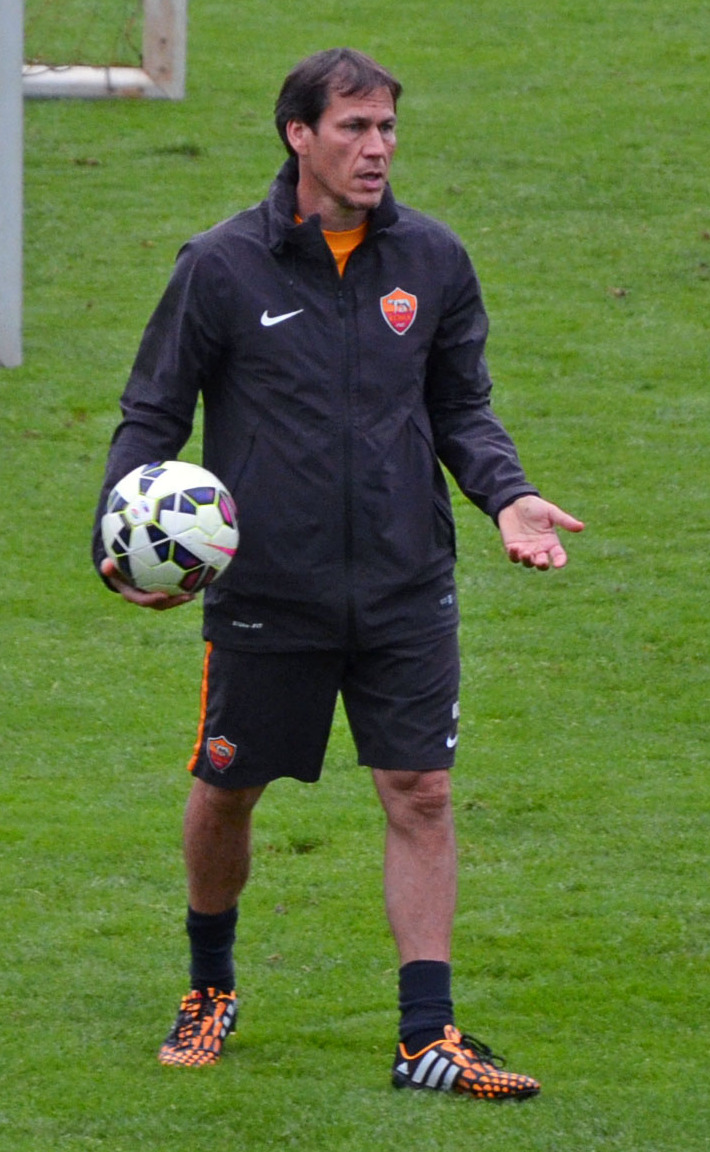
García durante un entrenamiento con la Roma.

El 12 de junio de 2013, se anunció su contratación por la AS Roma por 2 años, dando de esta forma el salto al Calcio. Al igual que le sucedió en el Lille, en el conjunto giallorosso volvería a entrenar a jugadores que ya tuvo en su equipo anterior (Gervinho y Lucas Digne).
Bajo su dirección, y a pesar de haber vendido algunos de sus mejores jugadores (Maarten Stekelenburg, Erik Lamela, Pablo Daniel Osvaldo...), el equipo romano protagonizó el mejor comienzo de su historia, con 10 victorias en las 10 primeras jornadas en la Serie A. El elenco giallorosso también firmó el mejor arranque en la historia de la Liga italiana (30 puntos en 10 partidos y una diferencia de goles de +24, con solo un tanto encajado). No obstante, después el equipo romano enlazó cuatro empates consecutivos y cayó ante la Juventus, perdiendo el liderato, aunque se mantuvo instalado en el segundo puesto de la clasificación. En la Coppa, los capitalinos cayeron en semifinales ante el Nápoles, que luego ganaría el torneo. En la Serie A sigue presionando a la Juventus hasta que, a falta de 4 jornadas para el final, se asegura el subcampeonato y la clasificación a la Champions League tres años después. Aunque no logró ganar títulos, cumplió con creces el objetivo de devolver a los giallorossi a las competiciones europeas, además de superar el récord de victorias y de puntos del equipo en una temporada. Al término de la temporada, renovó su contrato por tres años más.
Ya en la temporada 2014-15, García no pudo dirigir a su equipo hacia los octavos de final de la Liga de Campeones, igual que le había sucedido en sus dos apariciones anteriores al mando del Lille. El sorteo envió a la Roma al "grupo de la muerte", ya que en él también estaban Bayern de Múnich y Manchester City. Estos dos equipos se clasificaron para octavos de final y el conjunto transalpino tuvo que conformarse con ser "repescado" para la Liga Europa. En la Serie A, los giallorossi mantienen su solidez y terminan la primera vuelta ocupando el 2.º lugar con 41 puntos. Sin embargo, el equipo entró en barrena en la segunda vuelta, distanciándose del líder Juventus y viendo peligrar incluso la segunda posición, además de caer eliminado tanto de la Copa de Italia como de la Liga Europa ante la Fiorentina. La Roma terminó la Serie A asegurándose la segunda posición en la penúltima jornada tras imponerse en el derbi ante la Lazio.
El 29 de septiembre de 2015, llegó a los 100 partidos dirigiendo a la Roma. Pese a que dicho encuentro terminó con una derrota por 3-2 ante el BATE Borisov, García igualó a Luciano Spalletti como técnico giallorosso con mejores números en esos 100 partidos (54 victorias, 27 empates y 19 derrotas). El 25 de octubre de 2015, la Roma gana por 1-2 a la Fiorentina y se sitúa líder en solitario de la Serie A, algo que no lograba desde noviembre de 2013, siendo además el equipo más goleador. Sin embargo, el equipo entró en una mala racha tras ser goleado (6-1) por el FC Barcelona (aunque eso no impidió que pasara a octavos de final de la Liga de Campeones), y el 16 de diciembre de 2015, los giallorossi fueron eliminados por la Spezia en la Copa de Italia. La Roma terminó la primera vuelta de la Serie A en la 5.ª posición, con 34 puntos en su haber, tras empatar contra el Milán. El 13 de enero de 2016, cuatro días después de ese partido, y tras obtener una sola victoria en los 10 últimos encuentros, el club anunció que García dejaba de ser su entrenador. Sin embargo, pese a dejar el banquillo, continuó vinculado contractualmente con la entidad romana hasta el 20 de octubre del mismo año, cuando se anunció la resolución contractual por mutuo acuerdo.

### Olympique de Marsella
El mismo 20 de octubre de 2016, el Olympique de Marsella comunicó oficialmente la llegada de García como nuevo técnico a partir del día siguiente, firmando un contrato hasta 2019. Tres días antes, el club había sido adquirido por el multimillonario estadounidense Frank McCourt, que pretendía devolver al OM a su antiguo esplendor. En su estreno en el banquillo marsellés, García dio la capitanía a Bafétimbi Gomis y optó una formación 5-3-2. Su primer partido, ante el París Saint-Germain en el Parque de los Príncipes, terminó con un 0-0 en el marcador. El 13 de diciembre, el Olympique de Marsella fue eliminado en octavos de final de la Copa de la Liga, perdiendo ante el Sochaux en la tanda de penaltis; y una semana después, concluyó la primera vuelta de la Ligue 1 2016-17 como 6.º clasificado (cuando llegó García, el equipo era 12.º tras 9 jornadas). En la Copa de Francia, el OM llegó a cuartos de final, donde perdió ante el AS Mónaco (3-4 en la prórroga). Finalmente, el Olympique de Marsella se aseguró la 5.ª posición de la Ligue 1, clasificándose para la próxima edición de la Liga Europa.
En su segunda temporada en el banquillo del Stade Vélodrome, a pesar de comenzar de forma irregular en la Ligue 1, su equipo se situó en 3.ª posición tras 8 jornadas. Al término de la 15.ª jornada, el equipo accedió a la 2.ª posición de la clasificación, algo que no sucedía desde la 25.ª jornada de la Ligue 1 2014-15. No obstante, el OM finalizó la primera vuelta del torneo como 4.º clasificado y fue eliminado en octavos de final de la Copa de la Liga por segundo año consecutivo. Tras 22 jornadas de la Ligue 1, el Olympique de Marsella contaba con 47 puntos, su tercera mejor marca en la historia del campeonato doméstico. Por segundo año consecutivo, el OM fue eliminado en los cuartos de final de la Copa de Francia, esta vez contra el París Saint-Germain (futuro campeón del torneo); y llegó a la final de la Liga Europa por tercera vez en su historia, perdiendo (3-0) contra el Atlético de Madrid. Finalmente, el Olympique de Marsella no pudo clasificarse para la Liga de Campeones, puesto que concluyó la Ligue 1 como 4.º clasificado, con 80 goles a favor (récord particular del equipo desde 1971) y 77 puntos (su segunda mejor marca en los 21 últimos años), quedándose a una sola unidad del 3.er puesto, y en consecuencia, accediendo a la fase de grupos de la Liga Europa.
El 27 de octubre de 2018, 2 años después de su llegada al club, firmó un nuevo contrato hasta 2021. En esta nueva temporada, el Olympique de Marsella fue eliminado en la fase de grupos de la Liga Europa tras sumar un solo punto en 4 partidos, cayó en octavos de final de la Copa de la Liga frente al Estrasburgo en la tanda de penaltis y finalizó la primera vuelta de la Ligue 1 en 6.ª posición (aunque con 2 partidos aplazados). El inicio del nuevo año no cambió la mala dinámica del conjunto marsellés, que se despidió de la Copa de Francia a las primeras de cambio, tras perder 2 a 0 ante el modesto ASF Andrézieux, perteneciente a la cuarta categoría del fútbol francés, en treintadosavos de final. El 20 de abril de 2019, alcanzó los 100 partidos de Ligue 1 en el banquillo del Olympique de Marsella, ostentando la mejor ratio de victorias (52%) de todos los técnicos que llegaron a este número de encuentros dirigiendo al equipo marsellés. Sin embargo, a falta de 2 partidos para finalizar la Ligue 1, el elenco francés se quedó sin opciones de clasificarse para toda competición europea, lo que provocó que el entrenador declarara que había sido "la peor temporada de su carrera". El 22 de mayo de 2019, García confirmó su decisión de no continuar en el club el próximo curso.

### Olympique de Lyon

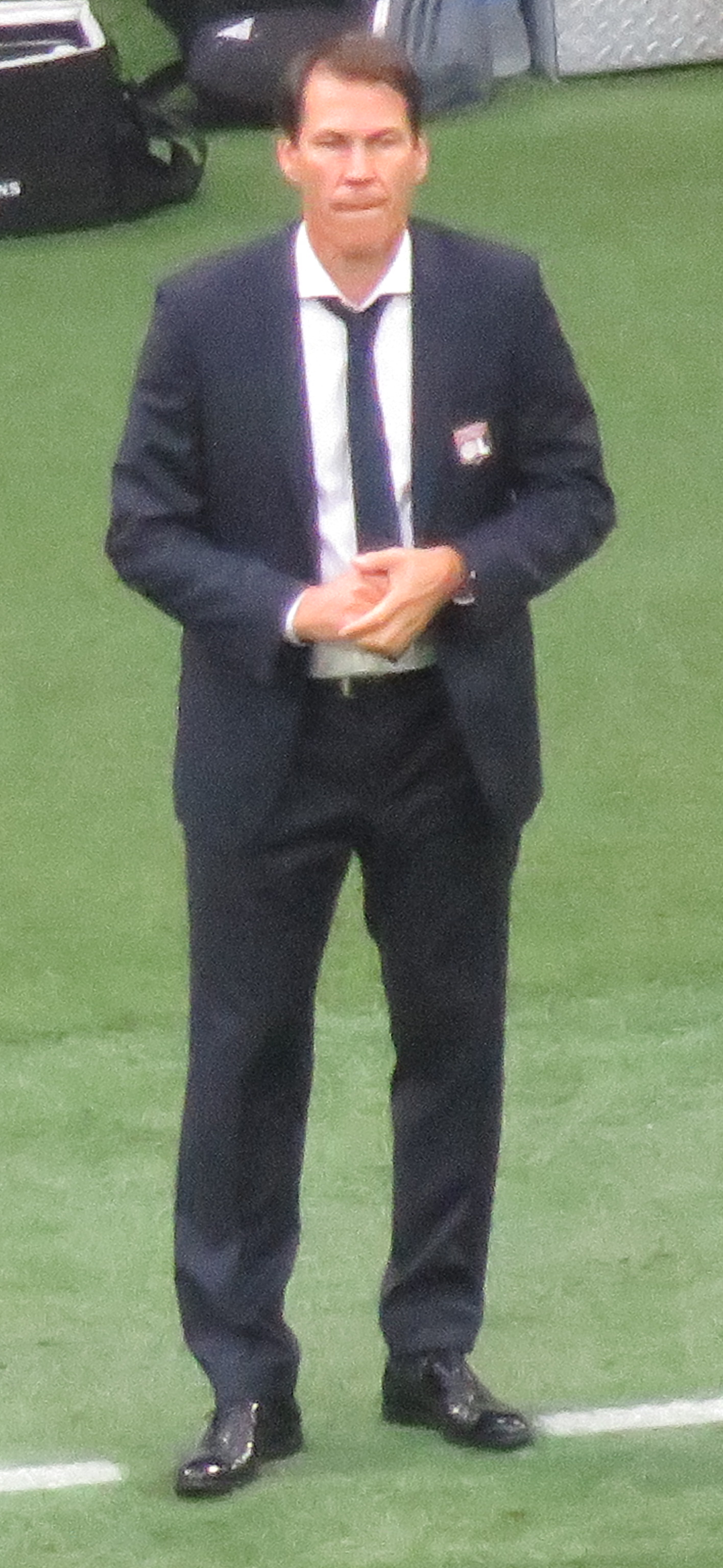
Rudi García en 2019.

El 14 de octubre de 2019, se incorporó al Olympique de Lyon. Se hizo cargo del conjunto francés cuando ocupaba la 14.ª posición tras la 9.ª jornada de la Ligue 1 y lo llevó al 12.º puesto al término de la primera vuelta. En la Copa de Francia, el conjunto lionés llegó a semifinales, donde fue eliminado por el París Saint-Germain. El 30 de abril de 2020, la Ligue de Football Professionnel dio por terminada la Ligue 1 como consecuencia de la pandemia del coronavirus a falta de 10 jornadas por disputarse, con lo cual el Olympique de Lyon acabó en el 7.º puesto que ocupaba en el momento en el que se suspendió el campeonato, sin poderse clasificar para ninguna competición europea. También resultó subcampeón de la Copa de la Liga, perdiendo contra el París Saint-Germain en la tanda de penaltis; y llegó a semifinales de la Liga de Campeones por solo la segunda vez en su historia, siendo eliminado por el Bayern de Múnich, futuro campeón del torneo (0-3).
El 13 de diciembre de 2020, el Olympique de Lyon logró su quinta victoria consecutiva en la Ligue 1 tras ganar al París Saint-Germain en el Parque de los Príncipes, situándose como colíder del torneo doméstico al término de la 14.ª jornada. El equipo francés terminó el año ocupando la 1.ª posición de la clasificación, con 36 puntos en 17 partidos, sus mejores registros desde la temporada 2007-08. En la Copa de Francia, el Olympique de Lyon fue eliminado por el AS Mónaco en semifinales. Finalmente, el Olympique de Lyon obtuvo la 4.ª posición en la Ligue 1, clasificándose para la Liga Europa. El equipo francés sumó 76 puntos, el segundo mayor número de puntos para un cuarto clasificado en la Ligue 1, sólo por detrás del Olympique de Marsella en la Ligue 1 2017-18, con 77 unidades (curiosamente, un equipo que también entrenaba Rudi García); y ganó 22 partidos de 38 posibles, lo que supone una ratio de victorias del 57,9%. El 23 de mayo de 2021, tras la disputa del último partido de la temporada, confirmó que no iba a renovar su contrato con el club.

### Al-Nassr
El 29 de junio de 2022, se hizo oficial su fichaje por el Al-Nassr de la Liga Profesional Saudí en sustitución de Miguel Ángel Russo. El 12 de abril de 2023, fue destituido como técnico del equipo asiático, supuestamente, tras una discusión con sus jugadores en el vestuario.

### Napoli
El 15 de junio de 2023, el SSC Napoli anunció la contratación de Rudi García como nuevo técnico, reemplazando a Luciano Spalletti. Sin embargo, cinco meses después, el 14 de noviembre de 2023, el club confirmó su destitución, siendo sustituido por Walter Mazzarri. En aquel momento, el equipo italiano era el cuarto clasificado en la Serie A, a 10 puntos del líder tras las 12 primeras jornadas de competición; y marchaba segundo en su grupo de la Liga de Campeones, sin haber asegurado todavía su pase para los octavos de final.

### Selección de Bélgica
El 24 de enero de 2025, fue anunciado como entrenador de la selección de Bélgica.

## Clubes y estadísticas

### Como jugador
| Club         | País    | Año       | Partidos | Goles |
| ------------ | ------- | --------- | -------- | ----- |
| Lille OSC    | Francia | 1982-1988 | 64       | 4     |
| SM Caen      | Francia | 1988-1991 | 57       | 1     |
| FC Martigues | Francia | 1991-1992 | 13       | 0     |

### Como entrenador

#### Clubes
| Equipo                        | Div.         | Temporada    | Liga | Liga | Liga | Liga | Liga |    | Copa | Copa | Copa | Copa |    | Internacional | Internacional | Internacional | Internacional | Internacional |   | Otros | Otros | Otros | Otros |     | Totales     | Totales | Totales | Totales | Totales | Totales | Totales | Totales | Totales |
| Equipo                        | Div.         | Temporada    | PD   | G    | E    | P    | Pos. | PD | G    | E    | P    | PD   | G  | E             | P             | Pos.          | PD            | G             | E | P     | PD    | G     | E     | P   | Rendimiento | GF      | GC      | Dif.    |         |         |         |         |         |
| ----------------------------- | ------------ | ------------ | ---- | ---- | ---- | ---- | ---- | -- | ---- | ---- | ---- | ---- | -- | ------------- | ------------- | ------------- | ------------- | ------------- | - | ----- | ----- | ----- | ----- | --- | ----------- | ------- | ------- | ------- | ------- | ------- | ------- | ------- | ------- |
| AS Saint-Étienne Francia      | 1.ª          | 2000-01      | 12   | 2    | 4    | 6    | 17.º | 5  | 3    | 1    | 1    | -    | -  | -             | -             | -             | -             | -             | - | -     | 17    | 5     | 5     | 7   | 39.21%      | 23      | 32      | -9      |         |         |         |         |         |
| AS Saint-Étienne Francia      | Total        | Total        | 12   | 2    | 4    | 6    | -    | 5  | 3    | 1    | 1    | -    | -  | -             | -             | -             | -             | -             | - | -     | 17    | 5     | 5     | 7   | 39.21%      | 23      | 32      | -9      |         |         |         |         |         |
| Dijon FCO Francia             | 3.ª          | 2002-03      | 38   | 17   | 11   | 10   | 4.º  | 2  | 1    | 0    | 1    | -    | -  | -             | -             | -             | -             | -             | - | -     | 40    | 18    | 11    | 11  | 54.17%      | 67      | 61      | +6      |         |         |         |         |         |
| Dijon FCO Francia             | 3.ª          | 2003-04      | 38   | 19   | 7    | 12   | 3.º  | 5  | 2    | 2    | 1    | -    | -  | -             | -             | -             | -             | -             | - | -     | 43    | 21    | 9     | 13  | 55.82%      | 52      | 39      | +13     |         |         |         |         |         |
| Dijon FCO Francia             | 2.ª          | 2004-05      | 38   | 14   | 15   | 9    | 4.º  | 4  | 2    | 1    | 1    | -    | -  | -             | -             | -             | -             | -             | - | -     | 42    | 16    | 16    | 10  | 50.8%       | 47      | 39      | +8      |         |         |         |         |         |
| Dijon FCO Francia             | 2.ª          | 2005-06      | 38   | 16   | 12   | 10   | 5.º  | 5  | 3    | 0    | 2    | -    | -  | -             | -             | -             | -             | -             | - | -     | 43    | 19    | 12    | 12  | 53.49%      | 52      | 38      | +14     |         |         |         |         |         |
| Dijon FCO Francia             | 2.ª          | 2006-07      | 38   | 14   | 12   | 12   | 8.º  | 4  | 2    | 1    | 1    | -    | -  | -             | -             | -             | -             | -             | - | -     | 42    | 16    | 13    | 13  | 48.42%      | 49      | 55      | -6      |         |         |         |         |         |
| Dijon FCO Francia             | Total        | Total        | 190  | 80   | 57   | 53   | -    | 20 | 10   | 4    | 6    | -    | -  | -             | -             | -             | -             | -             | - | -     | 210   | 90    | 61    | 59  | 52.54%      | 267     | 232     | +65     |         |         |         |         |         |
| Le Mans Francia               | 1.ª          | 2007-08      | 38   | 14   | 11   | 13   | 9.º  | 6  | 4    | 0    | 2    | -    | -  | -             | -             | -             | -             | -             | - | -     | 44    | 18    | 11    | 15  | 49.24%      | 58      | 57      | +1      |         |         |         |         |         |
| Le Mans Francia               | Total        | Total        | 38   | 14   | 11   | 13   | -    | 6  | 4    | 0    | 2    | -    | -  | -             | -             | -             | -             | -             | - | -     | 44    | 18    | 11    | 15  | 49.24%      | 58      | 57      | +1      |         |         |         |         |         |
| Lille OSC Francia             | 1.ª          | 2008-09      | 38   | 17   | 13   | 8    | 5.º  | 5  | 3    | 2    | 0    | -    | -  | -             | -             | -             | -             | -             | - | -     | 43    | 20    | 15    | 8   | 58.14%      | 63      | 44      | +19     |         |         |         |         |         |
| Lille OSC Francia             | 1.ª          | 2009-10      | 38   | 21   | 7    | 10   | 4.º  | 3  | 1    | 1    | 1    | 14   | 9  | 2             | 3             | 1/8           | -             | -             | - | -     | 55    | 31    | 10    | 14  | 62.42%      | 105     | 60      | +45     |         |         |         |         |         |
| Lille OSC Francia             | 1.ª          | 2010-11      | 38   | 21   | 13   | 4    | 1.º  | 8  | 5    | 2    | 1    | 10   | 3  | 4             | 3             | 1/16          | -             | -             | - | -     | 56    | 29    | 19    | 8   | 63.1%       | 94      | 52      | +42     |         |         |         |         |         |
| Lille OSC Francia             | 1.ª          | 2011-12      | 38   | 21   | 11   | 6    | 3.º  | 5  | 3    | 0    | 2    | 6    | 1  | 3             | 2             | FG            | 1             | 0             | 0 | 1     | 50    | 25    | 14    | 11  | 59.33%      | 94      | 55      | +39     |         |         |         |         |         |
| Lille OSC Francia             | 1.ª          | 2012-13      | 38   | 16   | 14   | 8    | 6.º  | 6  | 4    | 1    | 1    | 8    | 2  | 0             | 6             | FG            | -             | -             | - | -     | 52    | 22    | 15    | 15  | 51.93%      | 77      | 60      | +17     |         |         |         |         |         |
| Lille OSC Francia             | Total        | Total        | 190  | 96   | 58   | 36   | -    | 27 | 16   | 6    | 5    | 38   | 15 | 9             | 14            | -             | 1             | 0             | 0 | 1     | 256   | 127   | 73    | 56  | 59.12%      | 433     | 271     | +162    |         |         |         |         |         |
| AS Roma · Italia              | 1.ª          | 2013-14      | 38   | 26   | 7    | 5    | 2.º  | 4  | 3    | 0    | 1    | -    | -  | -             | -             | -             | -             | -             | - | -     | 42    | 29    | 7     | 6   | 74.61%      | 77      | 30      | +47     |         |         |         |         |         |
| AS Roma · Italia              | 1.ª          | 2014-15      | 38   | 19   | 13   | 6    | 2.º  | 2  | 1    | 0    | 1    | 10   | 2  | 4             | 4             | 1/8           | -             | -             | - | -     | 50    | 22    | 17    | 11  | 55.33%      | 68      | 54      | +14     |         |         |         |         |         |
| AS Roma · Italia              | 1.ª          | 2015-16      | 19   | 9    | 7    | 3    | Inc. | 1  | 0    | 1    | 0    | 6    | 1  | 3             | 2             | Inc.          | -             | -             | - | -     | 26    | 10    | 11    | 5   | 52.56%      | 47      | 38      | +9      |         |         |         |         |         |
| AS Roma · Italia              | Total        | Total        | 95   | 54   | 27   | 14   | -    | 7  | 4    | 1    | 2    | 16   | 3  | 7             | 6             | -             | -             | -             | - | -     | 118   | 61    | 35    | 22  | 61.58%      | 192     | 122     | +70     |         |         |         |         |         |
| Olympique de Marsella Francia | 1.ª          | 2016-17      | 29   | 14   | 8    | 7    | 5.º  | 5  | 3    | 1    | 1    | -    | -  | -             | -             | -             | -             | -             | - | -     | 34    | 17    | 9     | 8   | 58.82%      | 56      | 39      | +17     |         |         |         |         |         |
| Olympique de Marsella Francia | 1.ª          | 2017-18      | 38   | 22   | 11   | 5    | 4.º  | 5  | 3    | 1    | 1    | 19   | 9  | 4             | 6             | 2.º           | -             | -             | - | -     | 62    | 34    | 16    | 12  | 63.44%      | 122     | 70      | +52     |         |         |         |         |         |
| Olympique de Marsella Francia | 1.ª          | 2018-19      | 38   | 18   | 7    | 13   | 5.º  | 2  | 0    | 1    | 1    | 6    | 0  | 1             | 5             | FG            | -             | -             | - | -     | 46    | 18    | 9     | 19  | 45.65%      | 67      | 71      | -4      |         |         |         |         |         |
| Olympique de Marsella Francia | Total        | Total        | 105  | 54   | 26   | 25   | -    | 12 | 6    | 3    | 3    | 25   | 9  | 5             | 11            | -             | -             | -             | - | -     | 142   | 69    | 34    | 39  | 56.57%      | 245     | 180     | +65     |         |         |         |         |         |
| Olympique de Lyon Francia     | 1.ª          | 2019-20      | 19   | 9    | 4    | 6    | 7.º  | 9  | 6    | 2    | 1    | 8    | 3  | 1             | 4             | 1/2           | -             | -             | - | -     | 36    | 18    | 7     | 11  | 56.48%      | 63      | 44      | +19     |         |         |         |         |         |
| Olympique de Lyon Francia     | 1.ª          | 2020-21      | 38   | 22   | 10   | 6    | 4.º  | 4  | 2    | 1    | 1    | -    | -  | -             | -             | -             | -             | -             | - | -     | 42    | 24    | 11    | 7   | 65.87%      | 93      | 50      | +43     |         |         |         |         |         |
| Olympique de Lyon Francia     | Total        | Total        | 57   | 31   | 14   | 12   | -    | 13 | 8    | 3    | 2    | 8    | 3  | 1             | 4             | -             | -             | -             | - | -     | 78    | 42    | 18    | 18  | 61.54%      | 156     | 94      | +62     |         |         |         |         |         |
| Al-Nassr Arabia Saudita       | 1.ª          | 2022-23      | 23   | 16   | 5    | 2    | Inc. | 2  | 2    | 0    | 0    | -    | -  | -             | -             | -             | 1             | 0             | 0 | 1     | 26    | 18    | 5     | 3   | 75.64%      | 55      | 16      | +39     |         |         |         |         |         |
| Al-Nassr Arabia Saudita       | Total        | Total        | 23   | 16   | 5    | 2    | -    | 2  | 2    | 0    | 0    | -    | -  | -             | -             | -             | 1             | 0             | 0 | 1     | 26    | 18    | 5     | 3   | 75.64%      | 55      | 16      | +39     |         |         |         |         |         |
| SSC Napoli · Italia           | 1.ª          | 2023-24      | 12   | 6    | 3    | 3    | Inc. | -  | -    | -    | -    | 4    | 2  | 1             | 1             | Inc.          | -             | -             | - | -     | 16    | 8     | 4     | 4   | 58.33%      | 30      | 18      | +12     |         |         |         |         |         |
| SSC Napoli · Italia           | Total        | Total        | 12   | 6    | 3    | 3    | -    | -  | -    | -    | -    | 4    | 2  | 1             | 1             | -             | -             | -             | - | -     | 16    | 8     | 4     | 4   | 58.33%      | 30      | 18      | +12     |         |         |         |         |         |
| Total clubes                  | Total clubes | Total clubes | 722  | 353  | 205  | 164  | -    | 92 | 53   | 18   | 21   | 91   | 32 | 23            | 36            | -             | 2             | 0             | 0 | 2     | 907   | 438   | 246   | 223 | 57.33%      | 1459    | 1022    | +437    |         |         |         |         |         |
| 1. 2. 3.                      |              |              |      |      |      |      |      |    |      |      |      |      |    |               |               |               |               |               |   |       |       |       |       |     |             |         |         |         |         |         |         |         |         |

#### Selección
| Bélgica             | 2024-25             | 2   | 1   | 0   | 1   | A | 2  | 1  | 1  | 0  | -  | -  | -  | -  | - | 0 | 0 | 0 | 0 | 4   | 2   | 1   | 1   | 58.33% | 9    | 7    | +2   |
| Total selección     | Total selección     | 2   | 1   | 0   | 1   | - | 2  | 1  | 1  | 0  | 0  | 0  | 0  | 0  | - | 0 | 0 | 0 | 0 | 4   | 2   | 1   | 1   | 58.33% | 9    | 7    | +2   |
| Total en su carrera | Total en su carrera | 724 | 354 | 205 | 165 | - | 94 | 54 | 19 | 21 | 91 | 32 | 23 | 36 | - | 2 | 0 | 0 | 2 | 911 | 440 | 247 | 224 | 57.34% | 1468 | 1029 | +439 |

##### Estadísticas como seleccionador de Bélgica
| Torneo                          | PJ | PG | PE | PP | GF | GC | DF | Pts | Mejor Resultado | Rendimiento |
| ------------------------------- | -- | -- | -- | -- | -- | -- | -- | --- | --------------- | ----------- |
| Copa Mundial de Fútbol          | 0  | 0  | 0  | 0  | 0  | 0  | +0 | 0   | En disputa      | 0%          |
| Eurocopa                        | 0  | 0  | 0  | 0  | 0  | 0  | +0 | 0   | En disputa      | 0%          |
| Liga de las Naciones de la UEFA | 2  | 1  | 0  | 1  | 4  | 3  | +1 | 3   | Ascendido       | 50%         |
| Clasificatorias Mundialistas    | 2  | 1  | 1  | 0  | 5  | 4  | +1 | 4   | En disputa      | 66.67%      |
| Clasificatorias Eurocopa        | 0  | 0  | 0  | 0  | 0  | 0  | +0 | 0   | En disputa      | 0%          |
| Amistosos                       | 0  | 0  | 0  | 0  | 0  | 0  | +0 | 0   | +0 PG           | 0%          |
| Total                           | 4  | 2  | 1  | 1  | 9  | 7  | +2 | 7   | Sin títulos     | 58.33%      |

#### Resumen por competiciones
| Competición                  | Partidos | Ganados | Empatados | Perdidos | %      | Resultado        |
| Clubes                       | Clubes   | Clubes  | Clubes    | Clubes   | Clubes | Clubes           |
| ---------------------------- | -------- | ------- | --------- | -------- | ------ | ---------------- |
| Championnat National         | 76       | 36      | 18        | 22       | 55.26% | 3.er lugar       |
| Ligue 2                      | 114      | 44      | 39        | 31       | 50%    | 4.º lugar        |
| Ligue 1                      | 402      | 197     | 113       | 92       | 58.37% | Campeón          |
| Copa de Francia              | 50       | 29      | 10        | 11       | 64.67% | Campeón          |
| Copa de la Liga              | 33       | 18      | 7         | 8        | 61.62% | Semifinales      |
| Supercopa de Francia         | 1        | 0       | 0         | 1        | 0%     | Subcampeón       |
| Serie A                      | 107      | 60      | 30        | 17       | 65.42% | Subcampeón       |
| Copa Italia                  | 7        | 4       | 1         | 2        | 61.9%  | Semifinales      |
| Liga Profesional Saudí       | 23       | 16      | 5         | 2        | 76.82% | Subcampeón       |
| Copa del Rey de Campeones    | 2        | 2       | 0         | 0        | 100%   | Cuartos de final |
| Supercopa de Arabia Saudita  | 1        | 0       | 0         | 1        | 0%     | Subcampeón       |
| Liga de Campeones de la UEFA | 38       | 10      | 10        | 18       | 35.09% | Semifinales      |
| Liga Europea de la UEFA      | 53       | 22      | 13        | 18       | 49.69% | Subcampeón       |
| Total clubes                 | 907      | 438     | 246       | 223      | 57.33% | 2 Títulos        |
| Selección                    |          |         |           |          |        |                  |
| Liga de Naciones             | 2        | 1       | 0         | 1        | 50%    | Ascendido        |
| Clasificatorias Eurocopa     | 0        | 0       | 0         | 0        | 0%     | En disputa       |
| Eurocopa                     | 0        | 0       | 0         | 0        | 0%     | En disputa       |
| Clasificatorias Mundial      | 2        | 1       | 1         | 0        | 66.67% | En disputa       |
| Amistosos                    | 0        | 0       | 0         | 0        | 0%     | +0 PG            |
| Total selección              | 4        | 2       | 1         | 1        | 58.33% | Sin Títulos      |
| Total en su carrera          | 911      | 440     | 247       | 224      | 57.34% | 2 Títulos        |

## Palmarés

### Como entrenador
| Título          | Club      | País    | Año  |
| --------------- | --------- | ------- | ---- |
| Ligue 1         | Lille OSC | Francia | 2011 |
| Copa de Francia | Lille OSC | Francia | 2011 |

### Distinciones individuales
| Distinción                                        | Año              |
| ------------------------------------------------- | ---------------- |
| Mejor entrenador de la Ligue 1                    | 2011             |
| Mejor entrenador de la Serie A                    | 2014             |
| Mejor entrenador de Francia según France Football | 2011, 2013, 2014 |